# Futsalliga West 2018/19
Die Futsalliga West 2018/19 war die 14. Saison der Futsalliga West, der höchsten Futsalspielklasse der Männer in Nordrhein-Westfalen. Die Saison begann am 8. September 2018 und endete mit dem letzten Spieltag am 30. März 2019. Der Meister und der Vizemeister qualifizieren sich für die Deutsche Futsal-Meisterschaft 2019.
Der MCH Futsal Club Sennestadt hat vor der Saison seinen Namen in MCH Futsal Club Bielefeld-Sennestadt erweitert. Die Sennestädter sicherten sich zum zweiten Mal die Meisterschaft vor dem Titelverteidiger Futsal Panthers Köln. Die Abstiegsplätze belegten der PCF Mülheim, die Bonner Futsal Lions und der FC Schwerte.

## Tabelle
| Pl.               | Verein                               | Sp. | S  | U | N  | Tore    | Diff. | Punkte |
| ----------------- | ------------------------------------ | --- | -- | - | -- | ------- | ----- | ------ |
| 1.                | MCH Futsal Club Bielefeld-Sennestadt | 18  | 15 | 1 | 2  | 117:450 | +72   | 46     |
| 2.                | Futsal Panthers Köln (M)             | 18  | 14 | 2 | 2  | 139:320 | +107  | 44     |
| 3.                | Holzpfosten Schwerte                 | 18  | 9  | 5 | 4  | 099:700 | +29   | 32     |
| 4.                | Fortuna Düsseldorf                   | 18  | 9  | 2 | 7  | 088:750 | +13   | 29     |
| 5.                | Black Panthers Bielefeld             | 18  | 8  | 1 | 9  | 123:102 | +21   | 25     |
| 6.                | Wuppertaler SV                       | 18  | 7  | 4 | 7  | 039:470 | −8    | 25     |
| 7.                | UFC Münster                          | 18  | 6  | 3 | 9  | 082:910 | −9    | 21     |
| 8.                | PCF Mülheim (N)                      | 18  | 6  | 2 | 10 | 056:950 | −39   | 20     |
| 9.                | Bonner Futsal Lions                  | 18  | 5  | 2 | 11 | 069:118 | −49   | 17     |
| 10.               | FC Schwerte (N)                      | 18  | 0  | 0 | 18 | 052:189 | −137  | 0      |
| Stand: Saisonende |                                      |     |    |   |    |         |       |        |

| Zum Saisonende 2018/19: |                                                                      |
| Meister und Teilnahme an der Deutschen Futsal-Meisterschaft 2019: MCH Futsal-Club Bielefeld-Sennestadt Teilnahme an der Deutschen Futsal-Meisterschaft: Futsal Panthers Köln Abstieg in die Ober- bzw. Verbandsliga: PCF Mülheim, Bonner Futsal Lions, FC Schwerte |                                                                      |
| |                                                                      |
| Zum Saisonende 2017/18: |                                                                      |
| (M) | Titelverteidiger: Futsal Panthers Köln                               |
| (N) | Aufsteiger aus der Ober- bzw. Verbandsliga: PCF Mülheim, FC Schwerte |

## Kreuztabelle
| 2018/19                              | BPB  | MCH  | BON  | DÜS  | KÖL  | MÜL  | MÜN  | FCS  | HPS  | WUP |
| ------------------------------------ | ---- | ---- | ---- | ---- | ---- | ---- | ---- | ---- | ---- | --- |
| Black Panthers Bielefeld             |      | 7:11 | 9:4  | 5:11 | 0:9  | 10:0 | 9:7  | 19:6 | 4:4  | 6:2 |
| MCH Futsal Club Bielefeld-Sennestadt | 6:5  |      | 8:3  | 8:0  | 5:4  | 8:0  | 10:3 | 11:0 | 3:4  | 2:2 |
| Bonner Futsal Lions                  | 4:1  | 2:9  |      | 2:8  | 3:13 | 2:4  | 5:5  | 11:6 | 4:5  | 3:2 |
| Fortuna Düsseldorf                   | 5:0  | 3:4  | 10:7 |      | 1:7  | 2:2  | 8:5  | 8:5  | 9:8  | 1:3 |
| Futsal Panthers Köln                 | 12:5 | 0:2  | 12:0 | 4:1  |      | 8:1  | 7:2  | 21:2 | 3:3  | 7:1 |
| PCF Mülheim                          | 4:8  | 3:8  | 8:4  | 4:3  | 2:7  |      | 5:5  | 4:2  | 3:10 | 4:1 |
| UFC Münster                          | 6:8  | 2:8  | 3:5  | 2:1  | 0:5  | 6:1  |      | 11:3 | 7:7  | 4:3 |
| FC Schwerte                          | 3:21 | 3:5  | 5:7  | 1:7  | 4:18 | 3:6  | 2:8  |      | 2:13 | 0:5 |
| Holzpfosten Schwerte                 | 6:5  | 1:7  | 8:1  | 6:8  | 0:0  | 6:4  | 4:3  | 10:2 |      | 3:3 |
| Wuppertaler SV                       | 2:1  | 3:2  | 2:2  | 2:2  | 0:2  | 2:1  | 0:3  | 4:3  | 2:1  |     |
| Stand: Saisonende                    |      |      |      |      |      |      |      |      |      |     |

Das Spiel Fortuna Düsseldorf gegen Black Panthers Bielefeld wurde mit 5:0 für Düsseldorf gewertet. Bielefeld trat aufgrund von Spielermangel nicht an.

## Torschützenliste
| Pl. | Spieler                      | Verein                                                   | Tore |
| --- | ---------------------------- | -------------------------------------------------------- | ---- |
| 1   | Hakim Aytan                  | Black Panthers Bielefeld                                 | 41   |
| 2   | Nick Mdoreuli                | Black Panthers Bielefeld                                 | 40   |
| 3   | Hakan Erdem                  | MCH Futsal Club Bielefeld-Sennestadt                     | 30   |
| 4   | Jilo Hirosawa                | Futsal Panthers Köln                                     | 29   |
| 5   | Dennis Prause Muhammet Sözer | Bonner Futsal Lions MCH Futsal Club Bielefeld-Sennestadt | 26   |